# Huguette Tiegna
Huguette Tiegna, née le 1er avril 1982 à Bangassogo (Haute-Volta), est une femme politique de nationalités burkinabè et française.
Elle est députée de la deuxième circonscription du Lot de 2017 à 2024.

## Biographie
Huguette Tiegna est la fille d'un « ancien combattant » de l'armée française, « tirailleur pendant la guerre d'Indochine et d'Algérie ». Originaire du Burkina Faso, elle obtient un diplôme d'ingénieur en génie électrique à l'École des mines, de l'industrie et de la géologie (EMIG) du Niger. Elle arrive en France en 2009, au Havre. En 2012, elle reçoit un prix scientifique pour ses travaux de recherche sur les moteurs à flux axial. Le 11 décembre 2013, elle soutient une thèse de doctorat, dirigée par le professeur Georges Barakat, à l'université du Havre sur les machines synchrones à aimants permanents et leurs applications pratiques pour l'énergie éolienne.
Elle est ingénieur R&D en génie électrique, et a travaillé au sein de l'entreprise Whylot à Cambes, où elle concevait des moteurs pour des éoliennes ou l'automobile.
Elle rejoint En marche, parti créé par Emmanuel Macron, peu de temps après sa fondation en 2016. Elle est naturalisée française le 2 septembre 2016. L'année suivante, elle est candidate aux élections législatives dans la deuxième circonscription du Lot. Arrivée en tête du premier tour avec 35 % des voix, elle l'emporte au second avec 53 % face au candidat socialiste Vincent Labarthe.
Le 23 novembre 2018, elle annonce porter plainte contre le site néonazi Democratieparticipative.biz pour des propos racistes tenus à son encontre,.
Elle est réélue députée lors des élections législatives de 2022 avec 34,14 % des voix, à la suite d'une triangulaire particulièrement serrée.
Lors des élections législatives de 2024, elle arrive à la 3e place au 1er  tour (26,96 % des voix). Malgré les demandes de son parti, consignées par les élus locaux, Huguette Tiegna refuse de se désister en faveur du candidat socialiste,. Elle perd la circonscription du Lot, le candidat PS-NFP Christophe Proença, arrivé en tête au premier tour, l’emporte devant le candidat RN Gérard Raymond..

## Action parlementaire
Cette section ne s'appuie pas, ou pas assez, sur des sources secondaires ou tertiaires indépendantes du sujet. Le texte peut contenir des analyses inexactes ou inédites de sources primaires.
Pour l'améliorer, ajoutez-en, ou placez des modèles {{Source secondaire souhaitée}} ou {{Source secondaire nécessaire}} sur les passages mal sourcés. (juin 2022)
En septembre 2017, elle est nommée par la commission des Affaires économiques de l'Assemblée nationale, à laquelle elle appartient, responsable pour la commission du projet de loi, porté par Nicolas Hulot, prévoyant la fin de l'exploration et de l'exploitation des hydrocarbures en France à horizon 2040[source insuffisante]. Le texte a été adopté définitivement en Hémicycle le 19 décembre 2017.
En mars 2018, Huguette Tiegna présentait un rapport qu’elle a conduit dans le cadre des travaux de l’Office parlementaire d'évaluation des choix scientifiques et technologiques (OPECST) portant sur les enjeux et les applications de la fabrication additive (couramment appelée « impression 3D »),[source insuffisante].
Au cours de ce même mois, Huguette Tiegna a été chargée par l'Office parlementaire d’évaluation des choix scientifiques et technologiques (OPECST) de conduire une mission, « Cap 2040 » sur l'arrêt de la vente des véhicules émettant des gaz à effet de serre à l'horizon 2040 et le développement des mobilités du futur.
En décembre 2023, Huguette Tiegna a été chargée d’une mission sur l’intelligence artificielle pour l’OPECST. Le 8 mars 2024, à l'occasion de la Journée internationale des droits des femmes, elle a publié une tribune intitulée « Les femmes face au défi de l'intelligence artificielle ». Co-rapporteure de cette mission, dans cet article, elle a souligné l'importance de garantir le développement inclusif et éthique de l'IA en encourageant une participation active des femmes dans tous les domaines liés à cette technologie. Elle plaide pour la reconnaissance et la valorisation du rôle des femmes dans l'IA, afin d'assurer une représentation équitable et de favoriser des solutions technologiques dont bénéficie l'ensemble de la société,.

## Décoration
- Chevalier de l'ordre national du Mérite (nomination le 15 mai 2025)[20].

## Synthèse des résultats électoraux

### Élections législatives
| Année | Parti | Parti | 1er tour | 1er tour | 2d tour | 2d tour | Issue |
| Année | Parti | Parti | %        | Rang     | %       | Rang    | Issue |
| ----- | ----- | ----- | -------- | -------- | ------- | ------- | ----- |
| 2017  |       | LREM  | 35,42    | 1re      | 53,25   | 1re     | Élue  |
| 2022  | 23,70 | LREM  | 2e       | 34,14    | 1re     | Élue    |       |
| 2024  | 26,96 | LREM  | 3ème     |          |         |         |       |